# Michael Minsky
Michael Minsky (* 12. August 1918 in Bagajewo, Tatarstan; † 9. Oktober 1988 in Zwolle, Holland), eigentlich Michail Grigorjewitsch Spirin, ukrainisch auch Mychailo Minskyj, war ein russischer Sänger. Er gilt als einer der großen Interpreten des russischen und ukrainischen Liedes und war Solist und kurzzeitig Dirigent des Don Kosaken Chores Serge Jaroff.

## Leben
Michael Minsky erlernte das Spielen auf dem Bajan. Im Jahre 1935 ging er zur Rabfak (Arbeiterfakultät) und studierte danach Geologie an der Universität Kasan. In 1941 wurde er Mitglied des akademischen Chores und wurde von Maria Wladimirowna Wladimirowa für den Besuch des Moskauer Konservatoriums ausgewählt. 
Am 22. Juni 1941 wurde Minsky zum Heer einberufen und erhielt seine Ausbildung als Soldat in Saratow. Nachdem er im Zweiten Weltkrieg in Kriegsgefangenschaft geraten war, blieb er 33 Monate in der Frontzone. Während er an der ungarischen Grenze als Zwangsarbeiter arbeitete, war sein Vorgesetzter ein Sänger des Platoff Don Kosaken Chores, und dieser erzählte ihm von Serge Jaroffs Don Kosaken-Chor.
Von 1945 bis 1948 war Minsky in verschiedenen Flüchtlingslagern. Am 3. November 1945 wurde in Bad Hersfeld ein internationaler Chor Trembita unter der Leitung von Kyrylo Tsependa gegründet. Dieser Chor gab Konzerte in anderen Lagern, u. a. 1946 in Ingolstadt und 1948 in Bad Kissingen. Anschließend wurde Minsky in das Lager Karlsfeld verlegt, in dem die Kultur stark gefördert wurde. Nach der Auflösung des Lagers wurden die Flüchtlinge auf die Lager Berchtesgaden und Mittenwald aufgeteilt. 1948 kam Minsky in Regensburg mit dem Ukrainian Bandura Chorus Taras Sjevchenko in Kontakt.
Zusammen mit dem Banduristenchor wurde Minsky in die Vereinigten Staaten eingeladen, wo er am 5. Mai 1945 eintraf und im selben Jahr im Weißen Haus empfangen wurde. Er  blieb in New York City und studierte dort mit einem Stipendium. Er wurde zur Mitwirkung in verschiedenen Opern und Operetten verpflichtet, u. a. am 2. Oktober 1949 im Mansonic Auditorium. Die ersten Schallplattenaufnahmen entstanden 1950. 1953 folgte sein Debüt in der Carnegie Hall. 1954 wirkte er in Aida in Philadelphia mit. Er trat jedoch weiterhin als Solist im Banduristenchor auf und arbeitete zusammen mit Gregory Kytasty. Am 21. Februar 1953 erhielt Minsky die amerikanische Staatsbürgerschaft und änderte seinen Namen von Spirin zu Minsky.
1958 reiste er mit einer Gruppe Mitglieder des Banduristenchores durch Kanada und die USA, um eine Tournee vorzubereiten. Am 18. November sang er während einer Europatournee (England, Schweiz, Schweden, Dänemark und Holland) mit dem Banduristenchor im Concertgebouw in Amsterdam. Zu dieser Zeit war sein Wohnsitz Detroit. Von den Anfängen im Jahre 1948 bis 1984 kehrte er immer wieder als Solist zu diesem Chor zurück. Als er mit einem weiteren Stipendium in Rom studierte, wurde er 1959 von Papst Johannes XXIII. empfangen.
Zu Beginn der 1960er Jahre sang er beim Schwarzmeer Kosaken-Chor und trat als Gast im Rodina in Hamburg auf (1962–1964). Als Rodina Ende März 1966 seine Türen schloss, sang er anschließend bis 1968 im Datscha. Wiederum mit einem Stipendium studierte er in New Orleans und sang dort den Papageno in der Zauberflöte. Zu Beginn des Jahres 1963 sang er in der Operngesellschaft La Scala in Philadelphia. Von. September 1963 bis Ende August 1964 trat er am Musiktheater im Revier in Gelsenkirchen auf. Seit 1948 war Minsky in Kontakt, aber erst im Herbst 1964 trat er in Luzern dem Don Kosaken Chor von Serge Jaroff bei, dem er bis zum Frühjahr 1979 angehörte. 
Am 22. April 1966 gab Minsky wieder ein Konzert im Mansonic Auditorium. In den Jahren 1972 und 1984 machte er Tourneen durch Australien und nahm eine Reihe von Schallplatten mit den Wiener Symphonikern auf. 
1978 ließ er sich endgültig in Zwolle in den Niederlanden nieder und gründete hier im Januar 1980 einen gemischten slawischen Chor., der im Mai 1980 sein erstes großes Konzert gab und außerdem mehrmals im Fernsehen auftrat. Nach diesem Erfolg wurde ihm von 1982 bis 1984 das Dirigat des Den Haager Amateurchores Ural Kosaken Chors angeboten. Von 1984 bis 1988 war er musikalischer Leiter des Original-Ural Kosaken Chores in Deutschland. Außerdem machte er Konzertreisen mit den Wolgakosaken.
1984 gründete er einen Amateurkosakenchor in Rijswijk, doch dieser Chor erfüllte nicht seine Erwartungen. Es folgte eine Einladung von Otto Hofner, dem Impresario und Freund von Serge Jaroff, den Original Don Kosaken Chor gemäß dem Wunsch Serge Jaroffs mit  Nicolai Gedda als Solist wieder aufleben zu lassen. Er leitete 1986 die Tournee durch Deutschland. Da Gedda aufgrund seines Alters nicht mehr jeden Abend auftreten wollte und Minsky erkrankte, blieb es bei dieser Tournee.
Minsky wirkte mit an der Organisation der holländischen Feier zum tausendjährigen Jubiläum der Christianisierung Russlands und des Bestehens der Russisch-Orthodoxen Kirche. Diese landesweite Feier fand am 30. September 1988 in Anwesenheit von Königin Beatrix in Zwolle statt.